# Croûte terrestre
Pour un article plus général, voir Structure interne de la Terre.

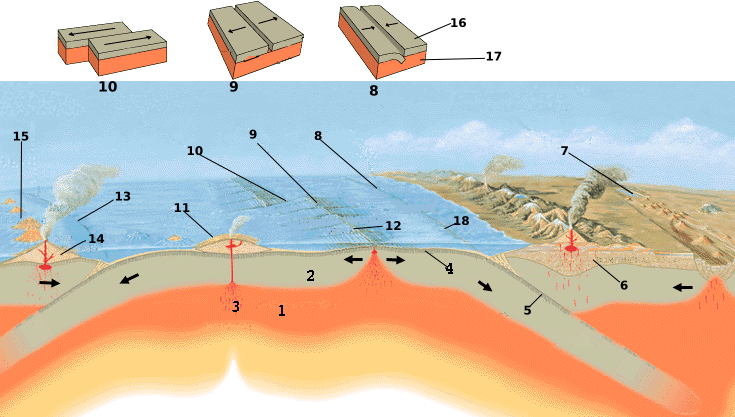
Schéma représentant la lithosphère rigide (2) qui est en équilibre isostatique sur l'asthénosphère ductile (1). La croûte océanique (4) et la croûte continentale (6) sont la partie supérieure de la lithosphère. La plaque lithosphérique océanique plonge sous une plaque continentale, entraînant la croûte océanique dans la subduction (5).

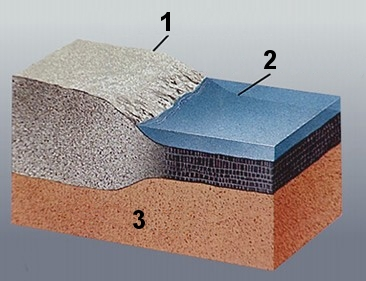
Schéma simplifié de la croûte terrestre. 1 : croûte continentale ; 2 : croûte océanique ; 3 : manteau supérieur.

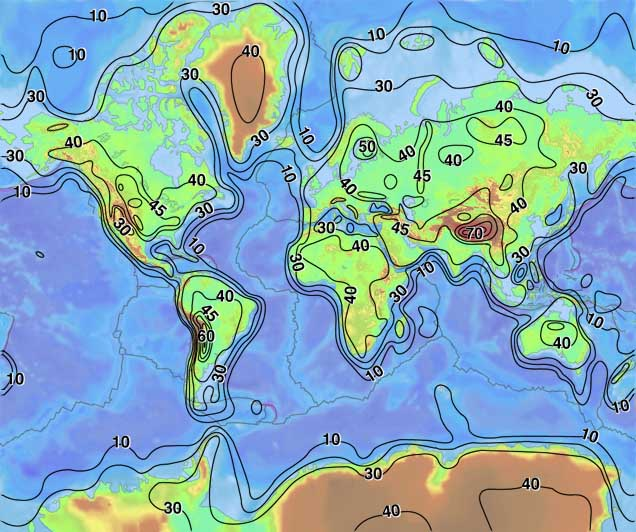
Épaisseur de la croûte en km.

La croûte terrestre (ou croute terrestre), appelée aussi écorce terrestre, est la partie superficielle et solide du matériau dont est faite la Terre. C'est la partie supérieure de la lithosphère (qui constitue les plaques tectoniques).
La limite entre la croûte terrestre et le manteau supérieur est la discontinuité de Mohorovičić.
La croûte terrestre existe en deux « variétés » radicalement différentes, la croûte continentale, de composition pétrologique principalement granitoïdique, et la croûte océanique de nature essentiellement basaltique. De nombreux autres critères différencient ces deux types de croûtes : densité moyenne (2,7 contre 2,9), épaisseur caractéristique (typiquement 35 km contre environ 6 km), âge moyen des matériaux (en majorité entre 1 et 3 milliards d'années contre moins de 200 millions d'années).

## Composition chimique de la croûte terrestre
La majorité des roches constituant la croûte terrestre sont des silicates qu'on a l'habitude de décrire par leur composition en oxydes, l'oxygène étant l'élément chimique de loin le plus abondant ; parmi les éléments pouvant prendre une forme réduite, seuls le chlore, le soufre et le fluor sont susceptibles de créer des minéraux. De fait, leur quantité totale dans n'importe quelle roche dépasse rarement 69 %.
Au début du XXe siècle, Frank Wigglesworth Clarke a calculé que 47 % de la croûte terrestre est faite d'oxygène présent principalement sous forme d'oxydes, dont les principaux sont les oxydes de silicium, aluminium, fer, calcium, magnésium, potassium et sodium. Le dioxyde de silicium est le constituant majeur de la croûte sous forme de silicates, les minéraux les plus communs des roches magmatiques et métamorphiques. Après une synthèse basée sur l'analyse de 5 919 types de roches, Clarke obtient la composition de la croûte, exprimée en pourcentages massiques de poids d'oxydes. À l'époque de ces travaux, l'échantillonnage ne concerne que les continents émergés, aussi ses résultats correspondent uniquement à la composition de la croûte supérieure continentale. Depuis, les géochimistes ont déterminé la composition moyenne de la croûte océanique et, par des méthodes indirectes (vitesse de propagation des ondes sismiques, flux de chaleur), ont pu évaluer la composition des couches moyenne et inférieure.
Selon le modèle géochimique de Victor Goldschmidt, « la croûte terrestre est enrichie en éléments lithophiles (ils forment des oxydes solides, peu denses, qui se sont concentrés dans les couches superficielles de la Terre) mais elle est fortement appauvrie en éléments sidérophiles (de densité élevée entraînés avec le fer vers le noyau) et en atmophiles (trop volatils pour être intégrés dans la masse terrestre). Elle est aussi appauvrie en éléments chalcophiles, plus denses que les oxydes formés par les lithophiles. »
L'écorce terrestre est principalement constituée de silicates (il en existe près de 1 000 connus, représentant 95 % de ses constituants), de carbonates, d'oxydes et d'hydroxydes métalliques (notamment l'oxyde et l'hydroxyde de fer). Les silicates les plus souvent rencontrés sont les tectosilicates (le groupe des feldspaths représente près de 60 % de la masse de l'écorce et celui de la silice — quartz essentiellement — 10 à 13 %), les inosilicates (pyroxènes, 10 % de l'écorce et amphibole, 7 %) et les phyllosilicates, parmi lesquels les minéraux argileux.
| Oxyde   | Pourcentage (% mas) |
| ------- | ------------------- |
| SiO2    | 59,71               |
| Al2O3   | 15,41               |
| CaO     | 4,90                |
| MgO     | 4,36                |
| Na2O    | 3,55                |
| FeO     | 3,52                |
| K2O     | 2,80                |
| Fe2O3   | 2,63                |
| H2O     | 1,52                |
| TiO2    | 0,60                |
| P2O5    | 0,22                |
| total = | 99,22               |

| Oxyde        | Pourcentage (% mas) |
| ------------ | ------------------- |
| SiO2         | 50,5                |
| Al2O3        | 15,3                |
| CaO          | 11,3                |
| FeO et Fe2O3 | 10,4                |
| MgO          | 7,6                 |
| Na2O         | 2,7                 |
| TiO2         | 1,6                 |
| K2O          | 0,2                 |
| total =      | 99,6                |

## Structure

Structure de la Terre : 1. Noyau interne, 2. Noyau externe, 3. Manteau inférieur, 4. Manteau supérieur, 5. L.V.Z, entre 5 et 6. MOHO, 6. Croûte terrestre

On distingue la croûte continentale (45 % de la surface terrestre, dont 29 sont émergés) de la croûte océanique (55 % de la surface terrestre) :
- La croûte continentale forme essentiellement les continents. Certaines parties peuvent toutefois se trouver immergées sous des mers ou des océans, comme la plate-forme continentale. La croûte continentale est épaisse de 15 à 80 km, avec une moyenne de 30 km. Elle a une composition moyenne de roche granitique à dioritique (dite intermédiaire), de densité 2,7 à 2,8. La majeure partie est probablement constituée de gneiss. La base de la croûte présente des placages de gabbro, issus de la fusion partielle et ancienne du manteau supérieur.
- La croûte océanique forme essentiellement le fond des océans. Elle est beaucoup plus fine (5 à 7 km en général). Formée de roches basaltiques et de gabbro, elle est aussi plus dense (3 g/cm3).

On pensait que la croûte terrestre était essentiellement granitique, et on la nommait donc « sial » (silicium-aluminium), par opposition au manteau que l'on nommait « sima » (silicium-magnésium). Maintenant, on sait que la croûte de la Terre n'a pas de composition homogène puisque la croûte océanique est originellement différente de la croûte continentale, et ces appellations sont obsolètes.
Il faut également savoir que les plus anciennes roches trouvées provenant de la croûte continentale datent de 4,031 milliards d'années (gneiss d'Acasta) et peut-être 4,280 milliards d'années (Nuvvuagittuq Greenstone Belt). Parallèlement, les plus anciennes provenant de la croûte océanique datent rarement de plus de 200 millions d'années, car au-delà la croûte devient plus dense par refroidissement que le manteau sous-jacent et s'y enfonce (subduction). Quelques rares portions de croûte océanique sont en place depuis plus longtemps. C'est notamment le cas du bassin Hérodote en Méditerranée orientale, dont le plancher est constitué d'une croûte océanique vieille d'environ 340 Ma.

## Mouvements
La tectonique des plaques permet de comprendre que la croûte océanique est créée au niveau des dorsales océaniques, issue d'une fusion partielle du manteau supérieur.
Les mouvements des plaques lithosphériques sont la cause principale des grandes modifications structurales, le diastrophisme, affectant la croûte terrestre. Une majorité des séismes et une large partie du volcanisme sont des marqueurs de cette activité particulière de la planète Terre, résultant de la convection de la partie supérieure du manteau terrestre. La tectonique des plaques est la théorie qui explique l'essentiel de ces manifestations en surface, et permet une quantification de ces déplacements horizontaux.
Un autre volcanisme d'importance existe, celui dit de point chaud ; il n'est pas spécifique de notre planète, puisqu'on le retrouve sur Mars, et très probablement en partie sur Vénus.

## Évolution
L'évolution de la croûte terrestre (en) au cours des temps géologiques repose sur des modèles de croissance crustale et de différenciation crustale.
Plusieurs catégories de modèles sont proposés pour rendre compte de la croissance crustale : « (1) des modèles d'augmentation progressive des masses continentales depuis l'Archéen (Hurley et Rand, 1969 ; Veizer et Jansen, 1979 ; O'Nions et Hamilton, 1981) ; (2) des modèles de croissance archéenne rapide suivie d’une croissance post-archéenne faible (De Paolo et Wasserburg, 1979 ; McLennan et Taylor, 1982), nulle (Armstrong (en), 1981) ou négative (Fyfe, 1978) ; une variante de ce type comprend la formation très précoce d’environ 50 % de la croûte continentale, suivie d’un taux de croissance régulier jusqu’à l’Actuel (Reymer et Schubert, 1984) ; (3) enfin des modèles de croissance épisodique au cours du temps (Condie, 1998 ; Condie, 2000) ».

Actuellement, les estimations suggèrent que le bilan de la croissance crustale est équilibré : les quantités de croûte océanique produites au niveau des dorsales et celles détruites au niveau des zones de subduction sont à peu près égales ; l'augmentation du volume de croûte continentale via le transfert de matériaux mantelliques juvéniles (essentiellement au niveau du magmatisme d'arc et du magmatisme intraplaque), est compensé par le recyclage de la croûte continentale au niveau des zones de subduction (essentiellement par le retour dans l'asthénosphère de sédiments continentaux et l'érosion tectonique de la plaque subductée),.
La différenciation de la croûte continentale, à l'origine de la discontinuité de Conrad (en), correspond aux limites convergentes des plaques à l'injection d'intrusions magmatiques basiques dans la croûte inférieure, produisant par fusion partielle des liquides granitiques qui ont tendance à migrer vers la croûte supérieure où se mettent en place des granitoïdes.

## Présence de vie
Depuis quelques décennies on trouve un nombre croissant d'échantillons de la croûte terrestre où des microbes (bactéries sulfatoréductrices en général) sont retrouvés, y compris dans des endroits où on est certain qu'il n'y a pas pu y avoir de contamination récente (au sens géologique et écologique de ce terme). En 2019, ces écosystèmes sont encore très mal connus.